# تيرنس تاو
تيرنس تاو (مواليد 17 يوليو 1975 في أديليد جنوب أستراليا) هو عالم رياضيات أسترالي يعمل أساسا على التحليل التوافقي، والمعادلات التفاضلية الجزئية، والتوافقيات.
له نتيجة واحدة هي الأكثر شهرة، اشترك في إثباتها مع بن جرين وهي تنص على أن هناك متسلسلات حسابية طويلة من الأعداد الأولية (نظرية جرين تاو). تاو هو أستاذ الرياضيات في جامعة كاليفورنيا في لوس انجليس.
في سن الثانية من عمره، أي عندما يبدأ أي طفل عادي بتعلم المشي والنطق، كان تاو قادراً على القيام بالحساب الأساسي. وفي سن التاسعة كان تاو يأخذ دروس الرياضيات الخاصة بالكلية وحصل على شهادة الدكتوراة في سن العشرين. وعندما بلغ 24 عاماً من عمره، أصبح أصغر بروفيسورٍ في التاريخ.

## الحياة الشخصية

### العائلة
والدا تاو هم من الجيل الأول من المهاجرين من هونغ كونغ إلى أستراليا.  والد تاو ، بيلي تاو (بالصينية: 陶象國 ) ، كان طبيب أطفال ولد في شنغهاي ، الصين ، وحصل على شهادته الطبية (MBBS) من جامعة هونغ كونغ في عام 1969. أما والدة تاو ، غريس (بالصينية  : 梁蕙蘭 ) من هونغ كونغ ؛  حصلت على مرتبة الشرف من الدرجة الأولى في الفيزياء الفلكية والرياضيات من جامعة هونغ كونغ.  كانت مُدرسة ثانوية للرياضيات والفيزياء في هونغ كونغ ، التقى بيلي وجريس كطالبين في جامعة هونغ كونغ ، ثم هاجرا من هونغ كونغ إلى أستراليا في سنة 1972.
لدى تاو شقيقان ، نايجل وتريفور ، يعيشان في أستراليا. كلاهما مثلا أستراليا في الأولمبياد الدولي للرياضيات.
زوجة تاو ، لورا ، هي مهندسة كهربائية في مختبر الدفع النفاث التابع لناسا. يعيشان مع ابنهما ويليام وابنتهما مادلين في لوس أنجلوس ، كاليفورنيا.

### الطفولة
طفل معجزة  ، أظهر تاو قدرات رياضية غير عادية منذ سن مبكرة ، وحضر دورات الرياضيات على المستوى الجامعي في سن التاسعة. وهو واحد من طفلين فقط في تاريخ برنامج دراسة المواهب الاستثنائية في جامعة جونز هوبكنز الذين حققوا الحصول على درجة 700 أو أكثر في قسم الرياضيات من إختبار السات (SAT)  بينما كان يبلغ من العمر ثماني سنوات فقط ؛ حصل تاو على درجة 760. صرح جوليان ستانلي ، مدير دراسة الشباب المبكر رياضيًا أنه يمتلك أعظم قدرة على التفكير الرياضي وجدها في سنوات من البحث المكثف.
كان تاو أصغر مشارك حتى الآن في الأولمبياد الدولي للرياضيات ، حيث شارك لأول مرة في سن العاشرة ؛ في أعوام 1986 و 1987 و 1988 ، نال ميدالية برونزية وفضية وذهبية على التوالي. لا يزال أصغر فائز بكل من الميداليات الثلاث في تاريخ الأولمبياد ، حيث فاز بميدالية ذهبية في سن 13 عام 1988.

## الأبحاث والجوائز
- جائزة أوستروفسكي (2005).[24]

## روابط خارجية
- تيرنس تاو على موقع الموسوعة البريطانية (الإنجليزية)
- تيرنس تاو على موقع مونزينجر (الألمانية)
- تيرنس تاو على موقع إن إن دي بي (الإنجليزية)
- تيرنس تاو على موقع قاعدة بيانات الفيلم (الإنجليزية)